# Розенберг, Николай Яковлевич
Николай Яковлевич Розенберг (1807, Санкт-Петербург ― 29 ноября 1857) ― капитан 1-го ранга Российского императорского флота. Управляющий Российско-американской компании (де-факто ― правитель Русской Америки) в 1850―1853 годах. Был смещён с поста управляющего до окончания обычно принятого пятилетнего срока из-за его неудач во взаимоотношениях с тлинкитами, которые при условии добрососедства служили опорой российского пушного промысла. По другим предположениям, он мог быть отозван в Россию, чтобы принять участие в Крымской войне.
В 1935 году в США на острове Баранова в честь него была названа гора Розенберг.

## Биография
Некоторое число еврейских торговцев и меховщиков, которые были сосланы в Сибирь при царе, устроились на работу в Российско-американскую компанию. В 1848 году поселенцы-ашкеназы из Германии начали селиться в Ситке, помогая развивать город и прочие близлежащие поселения на протяжении всего XIX века.
Йерет Розен в своей статье о аляскинских евреях утверждает, что Николай Розенберг, офицер императорского флота, был назначен в 1850 году управляющим Российско-американской компании, то есть фактически являлся правителем Русской Америки. Розенберг, по его предположению, был евреем. Вместе с тем морские офицеры, как правило, были выходцами из слоёв аристократии и исповедовали православие. Евреям запрещалось служить в армии до 1827 года; однако если они обращались в христианство, они получали дополнительные гражданские права. Розенберг, возможно, поменял свои имя и фамилию, чтобы сойти за этнического немца. Также он должен был принять православную веру.
Российские источники утверждают, что Розенберг родился в 1807 году в Санкт-Петербурге в семье служащего Морской типографии. В 1819 году поступил в Морской кадетский корпус, в 1823 году стал гардемарином, в 1826 был произведён в мичманы. В 1830 году поступил на службу в Российско-американскую компанию. Через Сибирь проехал до Охотска и в сентябре того же года на компанейском шлюпе «Уруп» прибыл в Ново-Архангельск. В 1831―1839, командуя судами компании «Охотск», «Полифем», «Бобр» плавал между Охотском и Новоархангельском. Посетил Алеутские острова и острова Прибылова, неоднократно бывал в Сан-Франциско, Монтеррее, заливе Бодега. В 1839 году вернулся в Россию. В 1847 вновь поступил на службу в Российско-американскую компанию.
В 1849 по поручению главного правителя Русской Америки капитана 1-го ранга Михаила Дмитриевича Тебенькова на бриге «Байкал» обошёл острова Укамок, Атха, Амчитка, Атту, Беринга, Медный, посетил Петропавловск и оттуда вернулся в Новоархангельск. В октябре 1850 года принял дела у Тебенькова. Во время правления Розенберга Российско-американская компания начала продажу льда в Сан-Франциско. Было построено большое хранилище льда, которое доставляли с озера Лебединого.
Розенберг в течение трёх лет курировал деятельность компании, находясь в Ново-Архангельске (Ситке). Испытывал большие трудности с поддержанием хороших отношений с тлинкитами.
Вскоре отношения между русскими и туземцами обострились настолько, что между ними произошла вооружённая стычка за пределами поселения. Позднее он также настроил против себя тлинкитов, живущих на реке Стики, не предупредив их о враждебных намерениях тлинкитов Ситки. Розенберг был заменен на посту управляющего компании Александром Ильичём Рудаковым в 1853 году. Таким образом, он был смещён до обычно принятого 5-летнего срока пребывания на данном посту. Вероятно, он мог быть отозван обратно в Россию, чтобы принять участие в Крымской войне, поскольку он был опытным морским офицером. 
В июне―июле 1853 на шлюпе «Ситха» перешёл в Аян и через Сибирь прибыл в Санкт-Петербург. 
Розенберг был первым управляющим Российско-американской компании, который был сменён до изначально планируемого срока своих полномочий со времён Семёна Ивановича Яновского, который служил управляющим с 1818 по 1820 год. Яновский, в свою очередь, был первым из офицеров императорского флота, которые были управляющими РАК.

## В популярной культуре
- Розенберг является одним из персонажей исторического романа американского писателя Айвена Дойга[англ.] под названием «Беглецы в море» (2013). Сюжет произведения разворачивается в Русской Америке в 1853 году[6].